# V-RARE SOUND TRACK
V-RARE SOUND TRACK（ブイ-レアサウンドトラック）とは、KONAMIの音楽ゲーム（BEMANIシリーズ）である『Dance Dance Revolution』、『pop'n music』、『beatmaniaIIDX』の収録楽曲のリミックス、ロングバージョン、初収録音源などレアな音源を収録したCDである。
単体での市販はされておらず、家庭用（主にPlayStation 2版）BEMANIシリーズの一部作品の特別版（コナミスタイルでのみ販売・数量限定）に付属している。ゲーム別に分けられておらず、全て通し番号が振られている。

## V-RARE SOUND TRACK
PlayStation 2用ソフト『DDRMAX』に付属。
1. Look To The Sky -True Color Extended Mix-
2. Kind Lady -interlude rough instrumental-
3. AFTER THE GAME -POWER DUNKERS ver.-
4. CUTIE CHASER -morning mix-
5. AM3P -303BASSMIX-
6. Firefly -RIYU VERSION-
7. DESTINY -piano ver.-

## V-RARE SOUND TRACK 2
PlayStation 2用ソフト『beatmania IIDX 6th style -new songs collection-』に付属。
但し、楽曲全てが市販されたサウンドトラックにも再録されているためレア感は薄い。full sizeとされる楽曲3曲が『IIDX 7th』のサウンドトラックに、リミックス音源3曲が『IIDX 8th』のサウンドトラックにそれぞれ再録されている。
CD-EXTRA仕様になっており、「jelly kiss -full size-」のプロモーションムービーが入っている…と言うよりは、このプロモーションムービーのほうがサイズが大きい。
1. jelly kiss -full size-
2. jelly kiss ('Kobo's step style)
3. 合体せよ!ストロングイェーガー!! -full size-
4. MIX UP '電人イェーガー'
5. Stick Around -full size-
6. Stick Around (twilight bossa 'Togo'mix)

## V-RARE SOUND TRACK 3
PlayStation 2用ソフト『pop'n music 7』特別版に付属。2002年11月21日発売。
「@n H@ppy Choice」と「愛車（キカイ）はタワシで洗ってる!?」は後に一般発売されたサウンドトラック「pop'n music Vocal Best 5」にも収録され、『pop'n 16 PARTY♪』でゲーム化もされている。
1. ロケット・ラブ 〜 USSY cool Mix
2. @n H@ppy Choice / Sana
すわひでおとの楽曲交換で実現したカバー。原曲は「H@ppy Choice」。
3. Betty Boo remix / Remixed by SLAKE
4. 愛車（キカイ）はタワシで洗ってる!? / すわひでお
Sanaとの楽曲交換で実現したカバー。原曲は「会社（セカイ）はワタシで廻ってる!?」。
5. Distance 〜 Surrealistic Mix
6. micro dream remix / Remixed by dj TAKA
7. Ska Ska No.3

## V-RARE SOUND TRACK 4
PlayStation 2用ソフト『pop'n music BEST HITS!』特別版に付属。2003年2月27日発売。
1. カモミールバスルームREMIX (AWA AWA MIX)
2. 天麩羅兄弟ノ二度揚ゲReMIX
3. PROTO TYPE 〜 戦火
4. STARS☆☆☆ (NM TRANCE DUB MIX)
5. CANDY （☆little a live style☆）
6. White Lovers
7. テキサスのガンマン
8. トロイカダンス
9. きえた!? ナポレオン
10. dandelion
11. Sea Side City
12. HORIDAY
13. ラブ・アコーディオン
6～13はゲームボーイカラー版『pop'n music GB』の楽曲。後にAC版でアレンジの上で再収録されており、これらはGB版の音源をそのままアレンジ版の原曲として収録した者である。
12曲目は本来「HOLIDAY」という曲名だが、CD及びAC版『pop'n 10』では誤植されていた。

## V-RARE SOUND TRACK 5
PlayStation 2用ソフト『DDRMAX2 -Dance Dance Revolution 7thMIX-』に付属。2003年4月24日発売。
1. Kind Lady (Funk Disco Extended Mix) / OKUYATOS
2. Do It Right (Harmonized 2Step Extended Mix) / SOTA feat. Ebony Fay
3. Look To The Sky (Trance Extended Mix) / System S.F. feat. Anna
2と3は、このCDが付属していたPS2版『DDRMAX2』に、隠し曲としてショートバージョンで収録されている。
4. Feelings Won't Fade (Extended Trance Mix) / SySF.
5. Kind Lady -FUTURE TRANCE MIX- / OKUYATOS
6. Midnight Blaze (SySF Mix) / SySF.
7. glacial (radio edit) / Riyu Kosaka
『DDR EXTREME』収録曲「HYPER EUROBEAT」の日本語カバー。後に小坂りゆのソロアルバム『begin』にフルバージョンが収録される。
8. i feel... (New Age Hope Mix) / SySF.

## V-RARE SOUND TRACK 6
PlayStation 2用ソフト『pop'n music 8』特別版に付属。2003年7月3日発売。
1. 坤剛力 （スタジオバッティングスペシアル） / Des-ROW・組スペシアル
発売日から1ヶ月後に稼動した業務用『pop'n 10』に「ULTRA BUTTERFLY （坤剛力）」としてアレンジ収録されている。
2. 無限軌道 / D-crew+1
オリジナル楽曲。同じ歌詞がDes-ROWのアルバム『D.』に収録されている「ULTRA BUTTERFLY」の間奏部分のバックで使用されている。後にゲーム用にリミックスされたものが「無限軌道 ゲームミックス」のタイトルで『Pop'n 16 PARTY♪』に収録された。
3. Raspberry Heart (VOCAL Version) / jun
後に『pop'n 10』へ収録された「Raspberry Heart」（インストゥルメンタル曲）の歌入りバージョン。さらに『IIDX RED』へも歌入りバージョンが収録された英語版となった。
4. White Eve (unplugged version) / Naya~n
伴奏を生楽器に差し替えてアレンジした別バージョン。
5. 100sec. Kitchen Battle!! (tometaro. Kitchen Battle) / とどのすけ とめたろう
「100sec. Kitchen Battle!!」のカバーだが、歌詞が大幅に変更されている。
6. rings on the water 〜thunderstorm mix〜 / PEACH TREES
7. The chamomile of night 〜velvet mix〜 / SUZUKKI
8. くちうるさいママ / little toppy
9. No more I love you / I.W.hyper
8と9はゲームボーイカラー版『pop'n music GB』の楽曲。後にリメイクされているが、これらはGB版の音源そのままとなっている。

## V-RARE SOUND TRACK 7
PlayStation 2用ソフト『pop'n music 9』特別版に付属。2004年2月19日発売。
1. at Pop'n Cafe 〜 ポップンミュージック9タイトルより / Seiya Murai
2. The PLACE TO BE　ver.red / Des-ROW feat. めぐみ
「The PLACE TO BE」のロングバージョンだが、歌手が『pop'n 11』に参加しためぐみに変更されている。
3. Tangeline 〜philosophical mix〜 / wacとか
「Tangeline」を「CHOCOLATE PHILOSOPHY」風にアレンジしたバージョン。
4. 掌の革命 moonlit mix / Kiyommy + Seiya
5. いいひと 〜 USSY cool MIX / 岡めぐみ
6. Sunny Sunday's Sky　〜新しい牛の街MIX〜 / Ariko Shimada
7. GHOST / 黒ムル feat / 淀川ジョルカエフ
オリジナル楽曲。

## V-RARE SOUND TRACK 8
PlayStation 2用ソフト『beatmania IIDX 8th style』特別版に付属。2004年11月18日発売。
1. Tell Me More… (original long version) / Togo-chef feat. 朝比奈亜希
2. LOVE BOX (original long version) / め組upper-slope
3. LOVE IS ORANGE (MEGIDDO MIX) / Orange Lounge
4. Drivin' (undulated mix) / Remixed by Yu Takami
5. PINK DREAM (ZETA MIX) / PINK PONG
6. Luv 2 Feel Your Body (Decoration Mix) / Remixed by SLAKE
7. rainbow flyer (DJ YOSHITAKA remix) / Remixed by DJ YOSHITAKA
「rainbow flyer」のリミックス版。原曲はインストゥルメンタルだが、Sanaのボーカルが入っているロングバージョンをREMIX主体にしている。
8. memories (full size cover version) / colors
9. 合体せよ!ストロングイェーガー!! (Ryu☆ remix) / Remixed by Ryu
「合体せよ!ストロングイェーガー!!」のリミックス版。後に『IIDX 12 HAPPY SKY』に収録となった。
10. murmur twins (srab the hardcore mix) / Remixed by kors k
「srab」はスペルミスであり、本来は「stab the hardcore mix」というリミックス名であった。

## V-RARE SOUND TRACK 9
PlayStation 2用ソフト『pop'n music 10』特別版に付属。2004年11月18日発売。
1. EGOIST 〜original long version〜 / GUzzle
2. Invisible Lover 〜original long version〜 / PICKLES
『BEST HITS!』のオリジナル曲はサウンドトラックへ収録されておらず、ロングバージョンのみがこのCDへ収録となった（2011年以発売されたSUPER BEST BOXに再録）。またふじのマナミが歌うカバーバージョンがパーキッツのアルバムに収録されている。
3. Only One More Kiss -雨に唄えば- 〜original long version〜 / MAKI with GUzzle
4. さようならは言わないけれど 〜original long version〜 / WATER STAND
5. We Love Pop'n Music / SEIYA MURAI
『pop'n 10』のシステムBGM、SE、ボイスを使用したメドレー楽曲。
6. disable dA STACK キラmix / 黒棟ムルムル
大半が黒棟ムルムルの声で構成されている。
7. Replay Lonelyplay 〜give me "Big Aura" at 3rd stopped〜 / マロンちゃん
家庭用『pop'n 8』のスタッフロール曲。
8. WaterMelon 〜give me "RARE" one〜 / ASparagus
家庭用『pop'n 9』のスタッフロール曲。
9. CherryPie 〜give me "2" pieces〜 / ASparagus
家庭用『pop'n 10』のスタッフロール曲。

## V-RARE SOUND TRACK 10
PlayStation 2用ソフト『beatmania IIDX 9th style』Vレア特別版及び特別版コンプリートに付属。2005年3月24日発売。
1. moon_child (E-S style mix) / Remixed by Mr.T
2. LOVE SHINE (Tropical mix) / Remixed by Mr.T
3. Silvia Drive (NIGHT FLY MIX) / Remixed by DJ SIMON
4. 昭和企業戦士荒山課長 （時間外勤務MIX） / Remixed by DJ SIMON
5. BRIGHTNESS DARKNESS (WHITELIGHT MIX) / SPARKER
6. lower world (FIND A WAY MIX) / Remixed by SLAKE
7. BREEDING (ZETA MIX) / Remixed by PINK PONG
8. ライオン好き (HEADLINE MIX) / Remixed by PINK PONG
9. CHARLOTTE (i-dep mix) / Remixed by i-dep
10. The end of my spiritually (Post Production Mitsuto Suzuki 050218mix) / Remixed by Mitsuto Suzuki
11. 80's カプセル (original long version) / め組upper-slope
12. 5PM ETERNAL (original long version) / GUHROOVY fw. NO+CHIN
13. エブリデイ・ラブリデイ (L.E.D.STYLE MIX) / Remixed by L.E.D.

## V-RARE SOUND TRACK 11
PlayStation 2用ソフト『pop'n music 11』特別版に付属。2005年7月21日発売。
1. さよならサンクチュアリ 〜prologue〜 / パーキッツ
2. 僕の飛行機 / 森の木児童合唱団
ピアノ伴奏と合唱によるアレンジ。学校の合唱発表会風。
3. サンクトペテルブルクへ 〜orchestra version〜 / VICTORIYA
4. Hong kong magic 〜Extra Megamix〜 / tiger YAMATO with kim daemon
5. GALAXY FOREST 11,6&12 on line / J_KANE
『BEST HITS!』のオリジナル曲はショート・LONG含めシリーズのサウンドトラックへ未収録だが、この楽曲は後に『pop'n music SUPER BEST BOX』にLONGのみ収録された
6. カリビアン 〜original long version〜 / GUzzle
7. 流れの途中で 〜original long version〜 / WATER STAND
8. スーダラ節 （平成版ラガ&ジャングルMIX） 〜original long version〜 / Togo-chef fw. GUHROOVY & NO+CHIN

また、本作はCD EXTRAとなっており、CD内に壁紙やアイコンのデータが収録されている。この他に期間限定の追加サービスとして、シークレットサイトにてアーティストからのメッセージも視聴可能だったが、既にサービスは終了している。
- ARTISTS INTERVIEW （動画、2005年7月21日から2005年9月30日午前10時まで）
  - GUzzle
  - Togo-chef fw. GUHROOVY & NO+CHIN
  - WATER STAND
  - パーキッツ
  - 竹内正実
- ARTISTS COMMENTS （コメント、2005年9月9日から2005年9月30日午前10時まで）
  - wac
  - 久米由基
  - 竹安弘
  - 大我大和
  - J_KANE

## V-RARE SOUND TRACK 12
PlayStation 2用ソフト『beatmania IIDX 10th style』特別版に付属。2005年11月17日発売。今までリミックス曲が主体だった中、リミックス2曲ロング6曲という構成は話題となった。
1. CARRY ON NIGHT [Dub's　Old Gamers Remix] platoniX / Remixed by Dub Master X
2. Double∞Loving Heart / Tatsh feat. Junko Hirata & Sayaka Minami
3. BABY LOVE / Noria
BeForU収録のBABY LOVE(full version)とは別ミックス。
4. Strong Woman feat. DABO / Asami
5. 泰東ノ翠霞 / bermei.inazawa feat. 霜月はるか
6. HYPE THE CORE (original long version) / DJ CHUCKY
7. satellite020712 from "CODED ARMS" (original long version) / 猫叉Master
8. jelly kiss [Midihead's SmackDown Mix] / Togo project feat. Sana / Remixed by Midihead
Sanaのアルバム『Sana-molle Collection』に再収録されている。

## V-RARE SOUND TRACK 13
PlayStation 2用ソフト『pop'n music 12 いろは』特別版に付属。2006年3月2日発売。
1. pop'n music 12 いろは　システムBGMメドレー / 村井聖夜
『pop'n 12 いろは』のシステムBGM、SE、ボイスを使用したメドレー楽曲。
2. 乱・DEV⇔DED / V.C.O.
3. カリスマ 〜Street pick up mix〜 / F.size.free
4. CURUS - special MIX / D-crew
5. 1クールの男 〜Le garcon d'ete〜 / erikomri
「1クールの男」のフランス語カバー。
6. TIN-DON-DANCE 〜オリジナルバージョン〜 / ノーボトム!
7. 月影華 (TSUKI-KAGE-BANA) 〜ロングバージョン〜 / 丸山和嘉
8. 東京ガール 〜pop'n long mix〜 / metro trip

## V-RARE SOUND TRACK 14
PlayStation 2用ソフト『beatmania IIDX 11 IIDX RED』特別版および特別版コンプリートセットに付属。2006年5月18日発売。
1. もうひとつの蠍火 〜象牙と羊腸と肉声のための変奏曲 / Osamu Kubota
2. MOVE ME (PSE vs WBC mix) / Remixed by ELEKTEL
3. Les filles balancent (Beat Gallery Remix) / Remixed by Shinichiro Murayama
4. D.A.N.C.E.! (Cool Extended Mix) / Remixed by Yasuhiro Abe
5. Sphere (FLASH BACK MIX) / Remixed by PINK PONG
6. BLOCKS (SHU OKUYAMA Remix) / Remixed by SHU OKUYAMA(from S2TB)
7. Don't be afaraid myself (trance edge mix) / Remixed by mh sequence
実はタイトル誤記であり、原曲は「Don't be afraid myself」で、aが一つ多い。
8. spiral galaxy （サワサキトランス mix） / Remixed by サワサキヨシヒロ!
9. SPEEDY CAT (StripE Remix) / Remixed by StripE(from S2TB)

## V-RARE SOUND TRACK 15
PlayStation 2用ソフト『pop'n music 13 カーニバル』特別版に付属。2006年9月28日発売。
1. Ferris wheel / Dormir meets ケイリートレイル
2. ポップミュージック続論 / ギラギラメガネ楽団 feat. MAKI
「ポップミュージック論」の昭和歌謡風アレンジのカバー。後にGITADORAにてゲーム収録された。
3. キボウノタネ 〜 concerto long version / 秋桜 with private states
4. 太陽とバトル (Grand Harmony Mix) / つよし
5. f/fffff / 松田真人
五台のピアノを用いた楽曲を一台で再現している。
6. バトル XIII GB / アティックDMG
ゲームボーイ音源風のアレンジ。
7. ポップン電機CM / 国道一号と電機まつり促進協会
架空の電気店「ポップン電機」の店内アナウンス風にアレンジしたもの。男性・女性と交互に挿入される店内アナウンス→原曲のサビ部分の繰り返しで構成される。女性アナウンスは新谷さなえが務めている。
8. 男盛 〜 おとこざかり / 三浦慎也
9. セイント☆セイジのもとうた 〜 かの迷曲はここから生まれた!? / 西本英雄
詳細はセイント★セイジのうたを参照。

## V-RARE SOUND TRACK 16
PlayStation 2用ソフト『pop'n music 14 FEVER!』特別版に付属。2007年7月12日発売。
1. 魔法のたまご 〜Orange Magic Mix〜 / Dormir (Remixed by ELEKTEL)
2. オトメルンバ♪ はにゃはにゃりみっくす / るるるSYSTEM
3. L'amour dans le lycèe (High School Love -Bossa Arr.-) / Studio Bongo Mango feat. Tomoko Kataoka
「High School Love」のボサノバアレンジのフランス語カバー。後にREFLEC BEAT limelightにてゲーム収録された。(REFLEC BEAT groovin'!!にて削除)
4. BBBLLLAAASSSTTT!!! / クマッキー
5. 踊るフィーバーロボ / ダニエル&eimyとよしくん　同名曲のLONGバージョン。

## V-RARE SOUND TRACK 17
PlayStation Portable用ソフト『pop'n music portable』特別版に付属。2010年2月4日発売。
1. スーパーモグー "地底特急スーパーモグー" / ぶちパンダ
2. Soul On Fire ~kors k mix~ / Kors k
3. Aquarythm / Ax
4. Caring Dance (Boot & Cat MIX) / apostrophe fish
5. Le Swing / Osamu Kubota
天庭、ZETA ～素数の世界と超越者～、neuの3曲をジャズアレンジでメドレー化したもの。

## 北米版 V-RARE SOUNDTRACK USA
アメリカでは、日本版とは収録曲が異なるV-RAREもリリースされている。『Dance Dance Revolution』シリーズの購入特典となっており、これらは「V-RARE SOUNDTRACK-○ USA」（○には数字が入る）と呼称される。正式名称はゲームタイトル+「LIMITED EDITION MUSIC SAMPLER」。
- V-RARE SOUNDTRACK-1 USA - 『DDRMAX』
- V-RARE SOUNDTRACK-2 USA - 『DDRMAX2』
- V-RARE SOUNDTRACK-3 USA - 『EXTREME』
- V-RARE SOUNDTRACK-4 USA - 『ULTRAMIX 2』
- V-RARE SOUNDTRACK-5 USA - 『EXTREME 2』
- V-RARE SOUNDTRACK-6 USA - 『ULTRAMIX 3』
- V-RARE SOUNDTRACK-7 USA - 『ULTRAMIX 3 / EXTREME 2』
- V-RARE SOUNDTRACK-8 USA - 『SuperNOVA』 Gamestop / EB Games
- V-RARE SOUNDTRACK-9 USA - 『SuperNOVA』 Wal-Mart
- V-RARE SOUNDTRACK-10 USA - 『SuperNOVA / ULTRAMIX 4』
- V-RARE SOUNDTRACK-11 USA - 『ULTRAMIX 4』
- V-RARE SOUNDTRACK-12 USA - 『UNIVERSE』 Gamestop / EB Games
- V-RARE SOUNDTRACK-13 USA - 『SuperNOVA2』
- V-RARE SOUNDTRACK-14 USA - 『HOTTEST PARTY』

## V-RARE扱いでは無いレアサントラ
一部の家庭用作品には、他のサウンドトラックCDには収録されていない音源を収録したCDが付属することがある。それは前述の特別版に付属することもあれば、一般発売されているもの（通常版）にも購入特典として付属することもある。
家庭用 pop'n music 8
通常版の購入特典として、家庭用オリジナル楽曲2曲のロングバージョンが収められたCDが付属した。これは特別版には付属していない。
家庭用 Dance Dance Revolution EXTREME
通常版の購入特典として、8曲入りCDが付属。収録曲の中には後の作品に収録されたものもある。
家庭用 pop'n music 9
家庭用『pop'n music 8』と同様。こちらは3曲入り。
家庭用 beatmania IIDX 9th style
特別版・通常版両方の購入特典となっている。

家庭用 pop'n music 11
特別版・通常版両方の購入特典となっている。3曲入りだが、うちの1曲はアーティストのCDに再収録された。
家庭用 pop'n music 12 いろは
家庭用『pop'n music 11』と同様。3曲入りで、うち1曲はアーケード版『pop'n music 12 いろは』の楽曲となっている。
淀川ジョルカエフに関する考察
特別版に付属したCD。サブキャラクター「淀川ジョルカエフ」に関する物語を描いたドラマCDとなっており、この内、トラック5「IDAAラボ」のBGMがジャンル名「ヴイエスサウンド」として『pop'n music14 FEVER!』に収録された。
家庭用 GuitarFreaks V3 & DrumMania V3
特別版に『Musician's ROOM "RARE" Collection』というタイトルのCDが付属。内容は家庭用ギタドラのエンディング楽曲とロングバージョン。

家庭用 beatmania IIDX 13 DistorteD
特別版に『CARDINAL GATE conclusion』というタイトルのCDが付属。内容は本作収録のCARDINAL GATE曲のロングバージョン。

家庭用 beatmania IIDX 16 EMPRESS+PREMIUM BEST
家庭用beatmania IIDX 14 GOLD～16 EMPRESS用に書き下ろされた家庭用新曲＋ロングバージョン1曲を収録。特別版にのみ付属。ブックレットにbeatnation recordsメンバーのインタビューが掲載。

## beatnation summit beatmaniaIIDX premium LIVE
家庭用beatmania IIDX 14 GOLDの特別版には2007年8月11日にCLUB CITTAで開催された『beatnation summit beatmaniaIIDX premiumLIVE』のDVDが付属している。